# Napoli Gamecon
Napoli Gamecon - Salone del Gioco e Videogioco è una fiera annuale per l'esposizione e la promozione di tematiche ludiche (giochi da tavolo, di ruolo, per carte collezionabili, GRV) e videoludiche, cosplay ecc., che si svolge a Napoli dal 2006.

## Descrizione
La prima edizione del Gamecon ha visto una presentazione del Nintendo Wii (un giorno dopo la presentazione ufficiale in anteprima europea che si svolse a Milano) l'8 dicembre 2006, giorno di apertura al pubblico della fiera.
Dal 2010 il Gamecon affianca il Napoli Comicon (organizzato sempre dalla FactaManent), alla Mostra d'Oltremare.
Dal 2012 anche il Napoli Comicon abbandona definitivamente la storica sede di Castel Sant'Elmo ed entrambe le manifestazioni sono effettuate entrambe alla Mostra d'Oltremare, sfruttando tre padiglioni.
In passato non sono mancati ospiti internazionali quali Noah Falstein e nazionali quali Bonaventura Di Bello, ex caporedattore di The Games Machine.
Per ogni edizione sono assegnati premi quali il “Miglior gioco” ed il “Miglior publisher”, “Miglior gioco portatile”, “Miglior gioco on line”, “Miglior Player”, Miglior periodico” e “Miglior portale”. Alle esposizioni, ma escluse dai premi, sono anche presenti giochi da tavolo, scacchi, subbuteo e calcio balilla.
In cauda alla kermesse le date riservate alle competizioni a squadre quali, ad es., il Pro Evolution Soccer, Call of Duty, FIFA 11, Street Fighter 4, Tekken, Olimpiadi di Super Mario, New Super Mario Bros Wii e Mario Kart Wii.

## Organizzazione delle ultime edizioni
| Anno | Sede               | Data di inizio | Data di termine |
| ---- | ------------------ | -------------- | --------------- |
| 2014 | Mostra d'Oltremare | 1º maggio      | 4 maggio        |
| 2013 | Mostra d'Oltremare | 25 aprile      | 28 aprile       |
| 2012 | Mostra d'Oltremare | 28 aprile      | 1º maggio       |
| 2011 | Mostra d'Oltremare | 29 aprile      | 1º maggio       |
| 2010 | Mostra d'Oltremare | 30 aprile      | 2 maggio        |
| 2009 | Castel Sant'Elmo   | 18 settembre   | 20 settembre    |
| 2008 | Castel Sant'Elmo   | 6 dicembre     | 8 dicembre      |
| 2007 | Mostra d'Oltremare | 7 dicembre     | 9 dicembre      |
| 2006 | Mostra d'Oltremare | 8 dicembre     | 10 dicembre     |